# أنتوني ديشان
أنتوني ديشان (بالفرنسية: Antony Deschamps) هو كاتب مسرحي ومترجم وكاتب وشاعر فرنسي، ولد في 12 مارس 1800 في باريس في فرنسا، وتوفي في 29 أكتوبر 1869 في باسي ‏ في فرنسا.

## وصلات خارجية
- أنتوني ديشان على موقع ميوزك برينز (الإنجليزية)
- أنتوني ديشان على موقع ديسكوغز (الإنجليزية)